# Jenny Schaffer-Bernstein

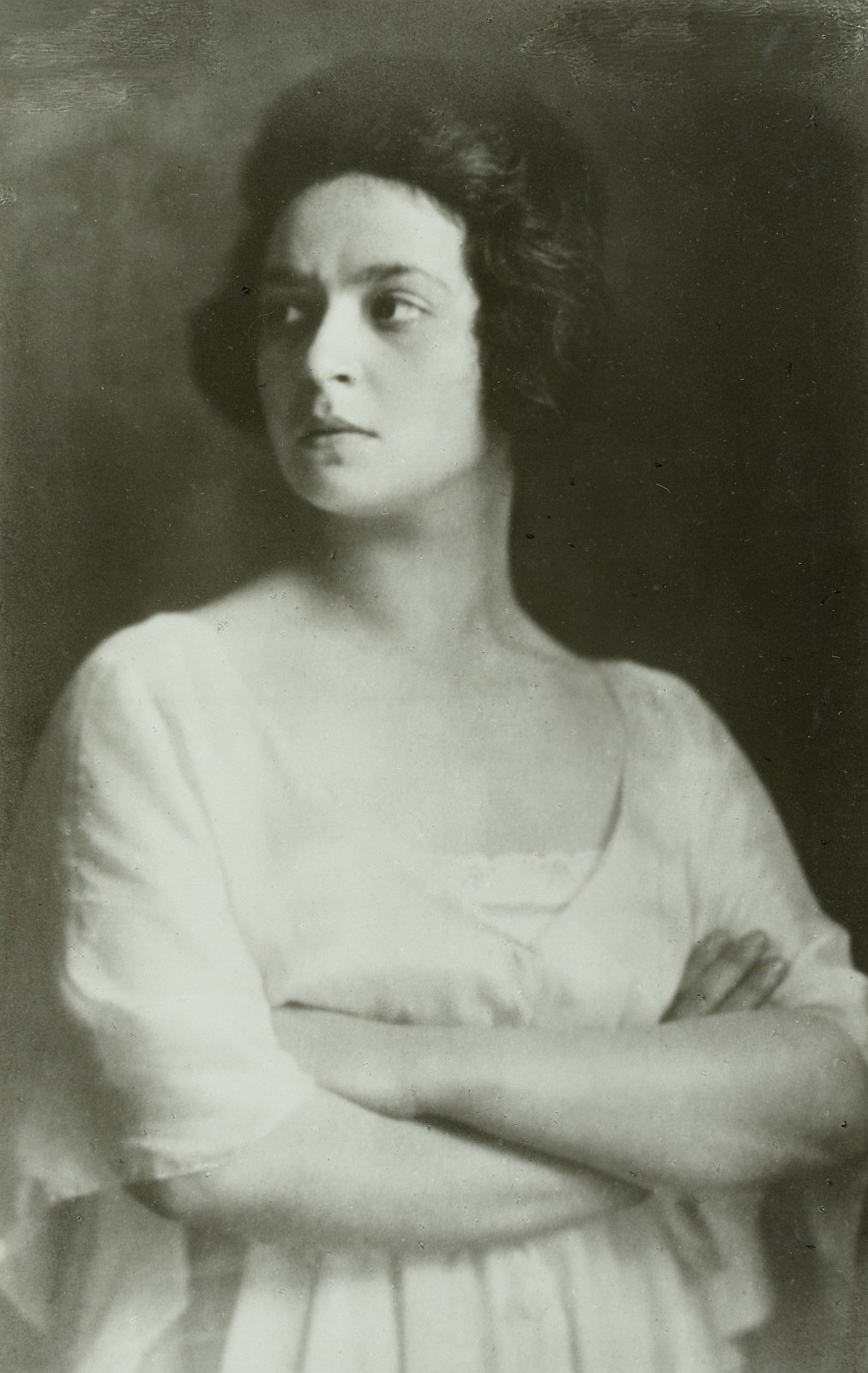
Hugo Erfurth: Jenny Schaffer in der Komödie Kameraden (1916)

Jenny Schaffer-Bernstein (geboren 27. Juli 1888 als Eugenie Schaffer in Wien, Österreich-Ungarn; gestorben Frühjahr 1943 im KZ Auschwitz-Birkenau) war eine österreichische Schauspielerin an deutschen Bühnen.

## Leben und Wirken
Die gebürtige Eugenie „Jenny“ Schaffer hatte eine Szene auswendig gelernt und diese dem Leiter des in ihrer Heimatstadt Wien gastierenden Berliner Theater vorgespielt, in der Hoffnung, „entdeckt“ zu werden. Jenny Schaffer wurde daraufhin als Volontärin mit nach Berlin genommen, wo sie von Ludwig Hartau eine professionelle Ausbildung erhalten sollte. Zwei Monate darauf holte Max Reinhardt sie zu sich und stellte ihr die Schauspielerin Tilla Durieux als Lehrerin zur Seite.
Ihre offizielle Bühnenlaufbahn begann Jenny Schaffer im Februar 1911 an dem von Reinhardt geleiteten Deutschen Theater mit kleinen und mittelgroßen Rollen: sie spielte eine Elfe in Shakespeares Ein Sommernachtstraum, die Wendla Bergmann in Wedekinds Frühlings Erwachen und eine Nymphe in Goethes Faust. Ein halbes Jahr darauf wechselte sie an das soeben gegründete 'Neue Theater' in Frankfurt am Main, wo sie zwei Spielzeiten blieb. Dort lernte Jenny Schaffer den Schauspieler-Kollegen Otto Bernstein kennen, den sie später heiraten sollte.
Im August 1913 wechselte die Künstlerin ans Königliche Hoftheater nach Dresden und wirkte dort die gesamte Dauer des Ersten Weltkriegs. 1919 folgte Jenny Schaffer-Bernstein einem Ruf ans Dresdner Schauspielhaus, wo sie bis 1933 blieb. In diesen knapp anderthalb Jahrzehnten trat sie an der Seite von so renommierten Kollegen wie Erich Ponto, Adolf Wohlbrück, Martin Hellberg und Ernst Josef Aufricht, dem späteren Leiter von Berlins Theater am Schiffbauerdamm, auf.
Die Machtübernahme durch die Nationalsozialisten beendete schlagartig die zwanzig Jahre währende Karriere der jüdischen Schauspielerin in der Elbmetropole. Jenny-Schaffer-Bernstein wurde wie ihr Mann vom Spielbetrieb ausgeschlossen und kehrte daraufhin nach Berlin zurück. Dort schloss sie sich am 1. Oktober 1933 dem soeben gegründeten Jüdischen Kulturbund an und gab ihren Einstand als Sittah in Lessings Nathan der Weise. Weitere Auftritte in den kommenden acht Jahren absolvierte sie in: Arthur Schnitzlers Im Spiel der Sommerlüfte, in Bruno Franks Sturm im Wasserglas (als Lisa), als Candida (in George Bernard Shaws gleichnamigem Stück), in Hebbels Judith, in Sophokles’ Antigone, in Ferenc Molnárs Große Liebe und Delila, in Henrik Ibsens Stützen der Gesellschaft und Gespenster, in William Shakespeares Ein Wintermärchen, in Molières Der eingebildete Kranke sowie in Carlo Goldonis Mirandolina. Ihren letzten Auftritt gab die Künstlerin im Juni 1941 in dem Stück Señor Alan aus dem Fegefeuer.
Nach der Schließung dieser letzten Juden offenstehenden kulturellen Einrichtung im Deutschen Reich im September 1941 wurde die bereits 1934 aus der Reichstheaterkammer entlassene Jenny Schaffer-Bernstein als Arbeiterin zwangsverpflichtet und dem Glühbirnenkonzern Osram zugeteilt. Als die große Deportationswelle im Frühjahr 1943 auch die letzten in Berlin verbliebenen Juden erfasste, wurde das Ehepaar Bernstein ins KZ Auschwitz-Birkenau deportiert und dort kurz nach der Ankunft vergast.